# ان میلر
ان میلر (انگلیسی: Ann Miller; ۱۲ آوریل ۱۹۲۳ – ۲۲ ژانویهٔ ۲۰۰۴) هنرپیشه سینما، رقصنده و خواننده آمریکایی بود. وی بین سال‌های ۱۹۳۴ تا ۲۰۰۱ میلادی فعالیت می‌کرد.

## زندگی‌نامه
با نام تولد جانی لوسیل کولیه (به انگلیسی: Johnnie Lucille Collier) در ۱۹۲۳ چیرنو، تگزاس زاده شد. پدرش وکیل جنایی بود که در محاکمه بسیاری از گانگسترهای معروف آن زمان مانند «نلسون بچه صورت» و بانی و کلاید شرکت داشت. به دلیل اینکه پدرش دوست داشت فرزند پسر داشته باشد نام پسرانهٔ «جانی» را بر او نهاد اما اغلب او را «آنی» صدا می‌کردند.

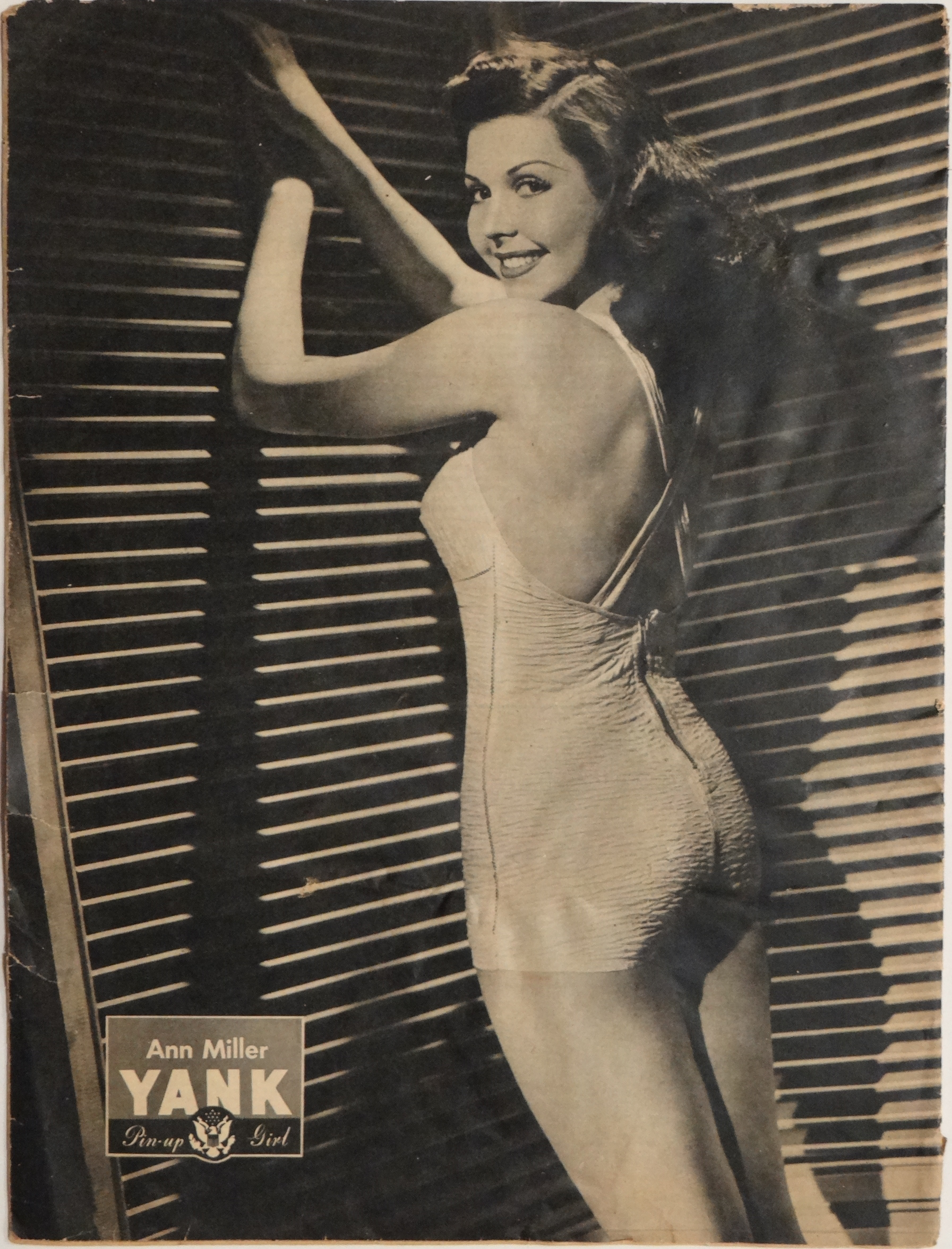

آن میلر به رقص علاقه زیادی داشت و از کودکی تمرین رقص می‌کرد. در سن ۱۳ سالگی به عنوان رقصنده در باشگاه بلک کت در سان فرانسیسکو استخدام شد. (به مسئولان باشگاه گفته بود که ۱۸ سال دارد) در آنجا بود که توسط لوسیل بال کشف شد و به استودیو آر.ک. ئو (RKO) معرفی شد. آر. ک. ئو با او قرارداد بست و آن تا سال ۱۹۴۰ در آنجا مشغول به فعالیت بود. (آن به مسئولان آر. ک. ئو نیز گفته بود ۱۸ سال دارد) سپس به استودیو کلمبیا پیکچرز رفت و با مسئولان این استودیو قرارداد بست و پس از آن در موزیکال‌های مترو گلدوین مایر (MGM) مثل نمایش شرقی (۱۹۴۸)، در شهر (۱۹۴۹) و Kiss Me Kate (۱۹۵۳) شرکت جست.
میلر به خاطر سرعتش در رقص تَپ Tap Dancing معروف بود. او قادر است در هر دقیقه ۵۰۰ بار پا بکوبد. او نیز از این مهارتش در فیلم‌ها و برنامه‌های تلویزیونی متعددی بهره برد. ظاهری که او با آن شناخته می‌شد و ایده‌آل یک ستاره، رقصندهٔ مشهور استودیویی بود عبارت بود از: موهای مشکی انبوه و پرپشت، آرایش غلیظ با رژ لب ضخیم قرمز سیر و لباسی که برازنده اندام زیبا و پاهای بلند رقصندهٔ او بود.
علاوه بر صحنه سینما، آن در تلویزیون و تئاتر هم فعال بود. در سال ۱۹۶۹ با نمایش موزیکال "Mame" بر صحنه نمایش برادوی درخشید. در سال ۱۹۷۹ با میکی رونی در نمایش "Sugar Babies" در برادوی ظاهر شد که با استقبال عموم روبرو شد و بعد از نمایش در برادوی، در تور دور آمریکا و در شهرهای مختلف اجرا شد.
آخرین نقش سینمایی آن میلر در سال ۱۹۹۸ بود که در فیلم معروف دیوید لینچ، جادهٔ مالهالند ظاهر شد و در همان سال آخرین نقش تئاتری خود را نیز ایفا کرد.
وی در ۲۲ ژانویه ۲۰۰۴ بر اثر سرطان ریه در لس آنجلس، کالیفرنیا درگذشت.

## گزیده فیلم‌شناسی
- آن گرین گیبلز (۱۹۳۴)
- ساحره خوب (۱۹۳۵)

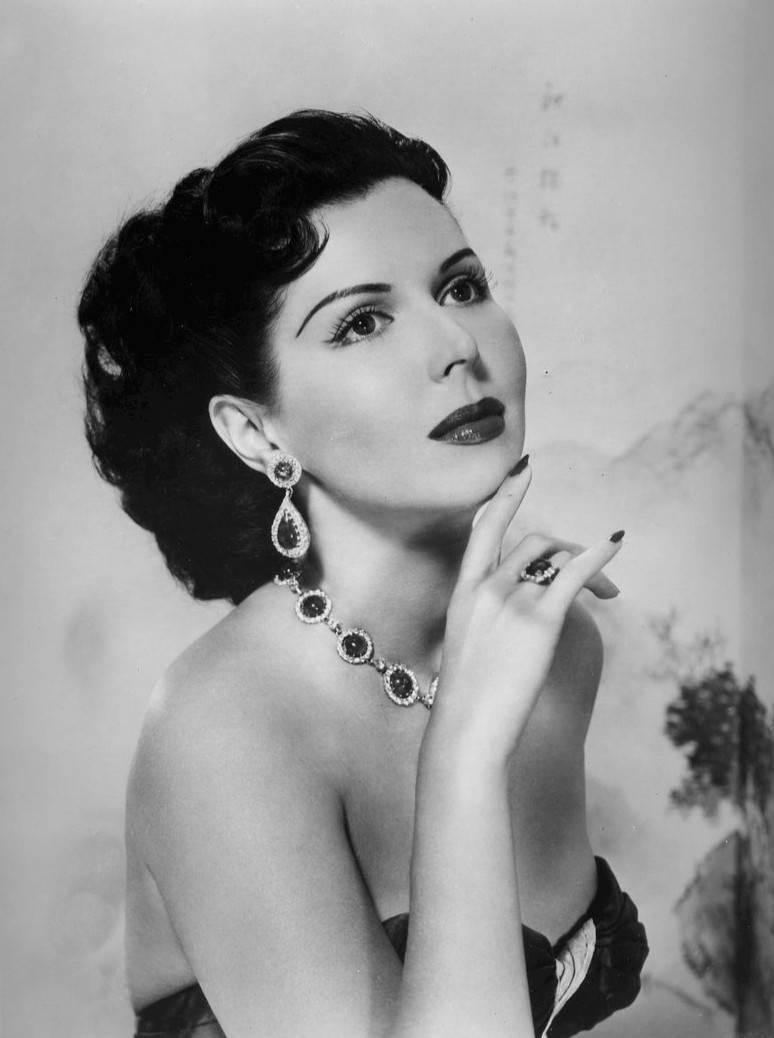
میلر در سال ۱۹۵۷

- در صحنه (۱۹۳۷ با کاترین هپبورن و جینجر راجرز)
- اثاث منزل (۱۹۳۸ با برادران مارکس)
- نمی‌توانی این را با خودت ببری (۱۹۳۸)
- دختران فراوان (۱۹۴۰ با لوسیل بال)
- مزرعه ملودی (مرتع موسیقی) (۱۹۴۰)
- برو به غرب بانوی جوان (۱۹۴۱)
- شیپور بیدار باش با بورلی (۱۹۴۲)
- رژه عید پاک (۱۹۴۸ با فرد آستر و جودی گارلند)
- در شهر (۱۹۴۹ با جین کلی و فرانک سیناترا)
- کارناوال تگزاس (۱۹۵۱ با استر ویلیامز)
- دو بلیط به برادوی (۱۹۵۱)
- من را ببوس کیت (۱۹۵۳)
- دختر شهرستانی (۱۹۵۳)
- در اعماق قلبم (۱۹۵۴)
- جنس مخالف (۱۹۵۶)
- وان تون تون سگی که هالیوود را نجات داد (۱۹۷۶)
- جاده مالهالند